# انتخابات البرلمان الأوروبي 2014
انتخابات البرلمان الأوروبي 2014 هو اقتراع عقده البرلمان الأوروبي من 22 إلى 25 مايو بهدف انتخاب 751 عضوا من أعضاء البرلمان الممثلين ل28 دولة عضو في الاتحاد لمدة خمس سنوات.
تعد هذه الانتخابات البرلمانية الثامنة منذ أول اقتراع مباشر تمت في عام 1979. وأول انتخابات تُمكِّن الأحزاب السياسية لعموم أوروبا أن توفد مرشحين لمنصب رئاسة المفوضية الأوروبية. هكذا، احتفظت مجموعة حزب الشعب الأوروبي بعدد من النواب أكثر من مجموعة الاشتراكيين والديمقراطيين، حتى لو خسرت أكثر من 60، تم اقتراح جان كلود يونكر من قبل المجلس الأوروبي كرئيس للمفوضية الأوروبية وأكده البرلمان في 15 يوليو 2014.

## خلفية
في 2014، قرر مجلس الاتحاد الأوروبي إجراء انتخابات في أواخر مايو من نفس السنة بدلاً من أوائل يونيو كما كان عليه الحال في انتخابات البرلمان الأوروبي السابقة. وذلك بهدف توفير مزيد من الوقت لانتخاب رئيس للمفوضية الأوروبية، ولأنها كانت ستتزامن مع عطلة عيد الخمسين المسيحية التي تصادف خلال العطلات المدرسية في العديد من الدول الأعضاء.
بدأت أزمة الديون الأوروبية وهي فرع من الكساد الكبير لعام 2008، بعد عدة أشهر من انتخابات البرلمان الأوروبي الأخيرة في يونيو 2009. على الرغم من تأثيره على معظم الدول الأعضاء في الاتحاد الأوروبي، إلا أن الاقتصادات الأكثر تضررًا كانت اقتصادات جنوب أوروبا: اليونان وقبرص وإيطاليا وإسبانيا والبرتغال، إلى جانب أيرلندا. من بين أسباب أخرى، أثرت تدابير التقشف القاسية بشكل كبير على التأييد الشعبي لقيادة الاتحاد الأوروبي. حيث انخفضت نسبة اليونانيين الذين وافقوا على قيادة الاتحاد الأوروبي من ٪32 في عام 2010 إلى ٪19 في عام 2013، بينما تضاءلت الموافقة في إسبانيا بأكثر من النصف من ٪59 في عام 2008 إلى ٪27 في عام 2013. بشكل عام، وافقت أربع دول فقط من أصل 27 دولة على قيادة الاتحاد الأوروبي. اقترح بيترس. جودمان أن «انعدام الثقة بشأن المعاهدات والاتفاقيات التي تربط أوروبا الحديثة ببعضها يظهر في أعلى مستوياته على الإطلاق». «من المتوقع على نطاق واسع أن تعاني الأطراف المؤسسة في أوروبا من أسوأ أداء لها» منذ عام 1979، مع توقعت الأحزاب (EPP ، PES ، ALDE) أن تكسب مجتمعة ٪63 من الأصوات، خسارة ٪10 منذ عام 2009.
قدرت مجلة ذي إيكونوميست في يناير 2014 أن «الشعبويين المناهضين للاتحاد الأوروبي من اليسار واليمين يمكن أن يحصلوا على ما بين ٪16 و ٪25 من مقاعد البرلمان مما يشكل ارتفاعًا ٪12 اليوم». فيما توقعت Euromoney أن «الشعبويين والقوميين المناهضين للاتحاد الأوروبي» الفوز بنحو 150 مقعدًا في البرلمان، ما يقرب من ٪20 من الإجمالي. بينما اقترح مقال في شبكة السياسة من فبراير 2014 أنه على الرغم من تركيز وسائل الإعلام على الأحزاب المناهضة للاتحاد الأوروبي، فإنها «ستظل بلا شك متواضعة مقارنة» بالأحزاب الرئيسية الأخرى، ولكن «نموها ونواياها في التعاون، يشير إلى تغييرات مهمة بالنسبة للاتحاد الأوروبي وأوروبا السياسة».
في العديد من البلدان، كان من المتوقع أن تتنافس الأحزاب الشعبوية اليمينية المتطرفة واليمينية للحصول على أكبر عدد من الأصوات في هذه الانتخابات، بما في ذلك الأحزاب النمساوية (حزب الحرية)، الدنمارك (حزب الشعب)، فرنسا (الجبهة الوطنية) هولندا (حزب الحرية) والمملكة المتحدة (حزب الاستقلال). في اليونان، قاد تحالف ائتلاف اليسار الراديكالي (سيريزا) باستمرار الاقتراع في الفترة التي سبقت الانتخابات. في إيطاليا، كان من المتوقع أن تكون حركة الخمس نجوم الشعبوية والمناهضة للمؤسسة، وفقًا لاستطلاعات الرأي، ثاني أكثر الأحزاب شعبية بعد الحزب الديمقراطي الإيطالي بحوالي ٪25 من الأصوات.
في يناير 2014، صرح خوسيه مانويل باروسو، رئيس المفوضية الأوروبية، «إننا نشهد، في الواقع، تصاعدًا للتطرف من اليمين المتطرف ومن اليسار المتطرف» واقترح أن الانتخابات قد تصبح «مهرجانًا لا أساس له من الصحة للوم أوروبا».